# Auswurffenster

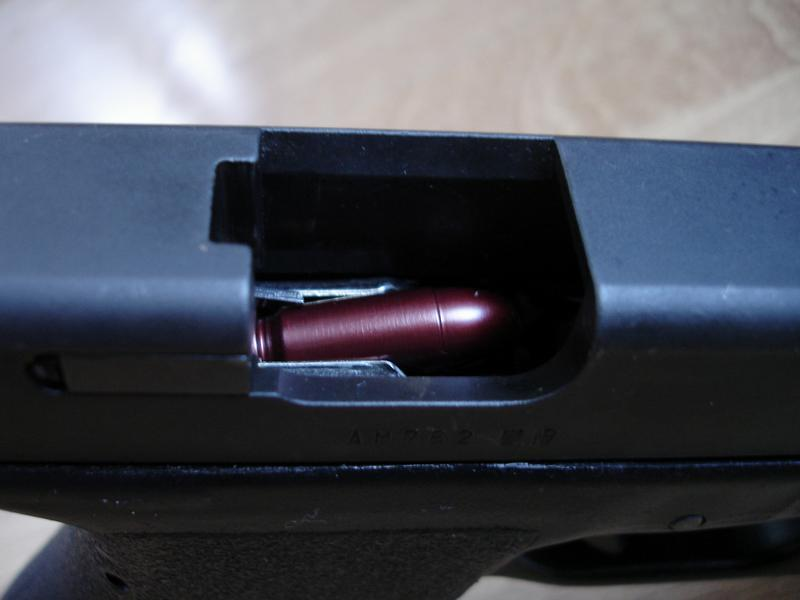
Auswurffenster einer Glock 17

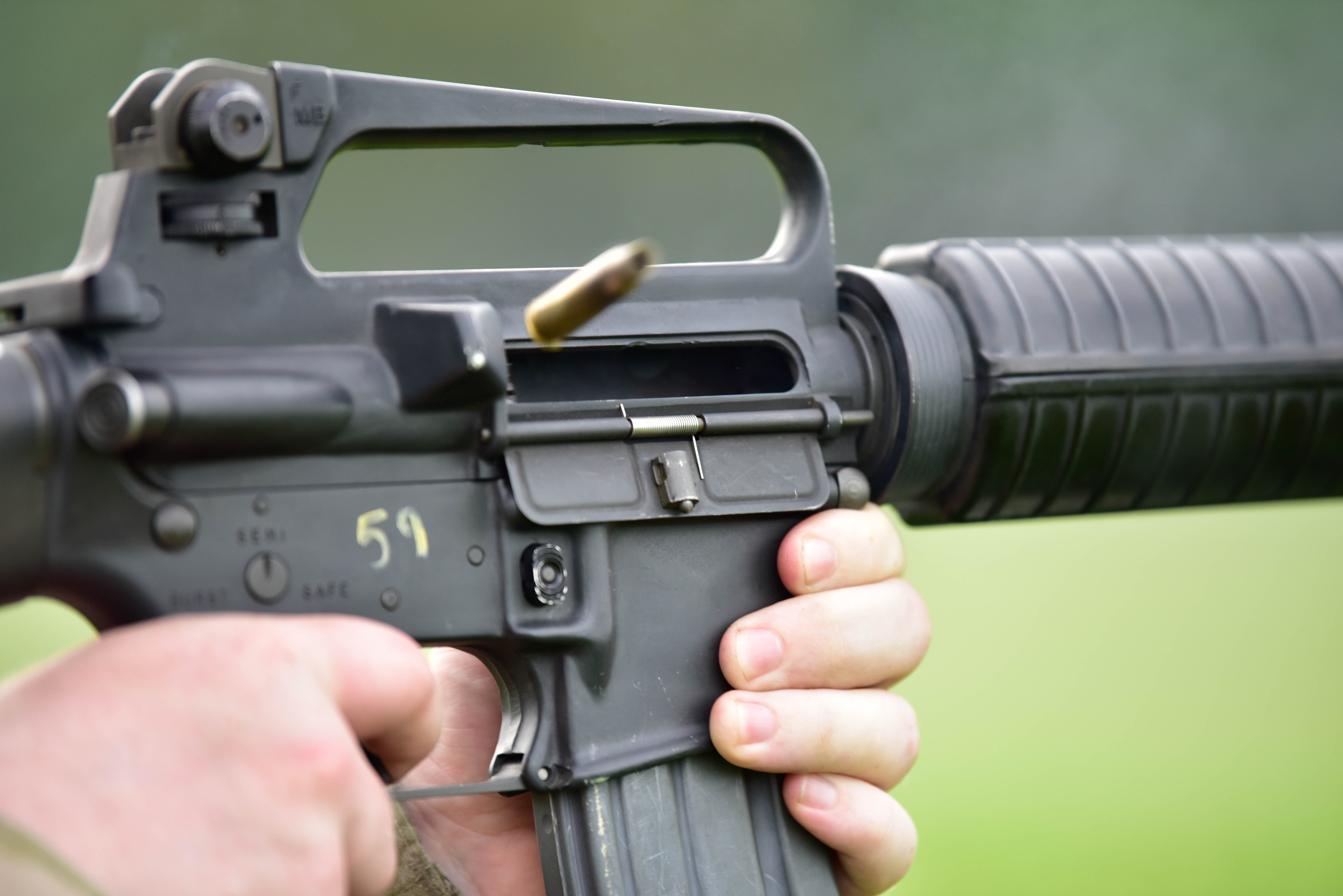
Eine Patronenhülse wird durch das geöffnete Auswurffenster eines M4 ausgeworfen und prallt vom Hülsenabweiser ab

Das Auswurffenster ist eine Öffnung an einer Feuerwaffe, aus der die Patronenhülse nach dem Abschuss ausgeworfen wird.
Ausziehkralle, Auswerfer und Auswurffenster müssen so konstruiert werden, dass der Schütze möglichst nicht von den ausgeworfenen Hülsen getroffen wird, da diese heiß sind. Oftmals befindet sich am Gehäuse einer (halb-)automatischen Langwaffe ein Hülsenabweiser, der die mit großem Schwung ausgeworfenen Hülsen vom Schützen weglenken soll, so zum Beispiel beim Heckler&Koch G36 der Bundeswehr. Das Auswurffenster befindet sich meist auf der rechten Seite des Waffengehäuses, da viele Waffen für den rechtshändigen Gebrauch ausgelegt sind.
Damit Waffen sowohl von Rechts- als auch Linkshändern ohne Einschränkungen genutzt werden können, sind einige neuere Muster und vor allem Bullpup-Waffen für beidhändigen Gebrauch konstruiert. Das österreichische Steyr AUG etwa verfügt über zwei Auswurföffnungen, von denen eine für Rechts- beziehungsweise Linkshänder mit einem montierbaren Deckel verschlossen werden kann. Damit und durch Austausch des Verschlusskopfes kann die Auswurfseite verändert werden.
Bei einigen Waffen werden die Hülsen nach unten, z. B. die FN P90 oder das MG3, oder vorne, z. B. das Kel-Tec RFB, ausgeworfen. Dies macht die Waffe beidhändig sicher bedienbar und verhindert, dass Personen neben dem Schützen von den Hülsen getroffen werden.
Bei manchen, vornehmlich militärischen, Gewehren befindet sich am Auswurffenster eine Staubschutzklappe. Somit soll verhindert werden, dass Staub, Sand und sonstiger Schmutz in die Waffe gelangt, wenn sich diese in Bereitschaft befindet. Die Klappe kann manuell geschlossen werden und öffnet sich automatisch, wenn sich der Verschluss nach hinten bewegt.
Bei Einzelladerwaffen, einigen Repetiergewehren und ein paar zumeist älteren anderen Modellen werden die vollen Patronen häufig durch das Auswurffenster in das Patronenlager bzw. das Magazin geladen. Bei Mehrladern stehen hierzu häufig Ladestreifen zur Verfügung. Es dient dann gleichzeitig als Ladeöffnung.
Einige Waffen ermöglichen das Anbringen eines Hülsenfängers oder Auswurfkanals vor dem Auswurffenster.